# Spůle (Janovice nad Úhlavou)
Spůle je vesnice, část města Janovice nad Úhlavou v okrese Klatovy v Plzeňském kraji. Nachází se asi dva kilometry severozápadně od Janovic nad Úhlavou. Spůle je také název katastrálního území o rozloze 2,58 km². V katastrálním území Spůle leží i Plešiny.

## Historie
První písemná zmínka o vesnici pochází z roku 1379.

## Obyvatelstvo
| Rok            | 1869 | 1880 | 1890 | 1900 | 1910 | 1921 | 1930 | 1950 | 1961 | 1970 | 1980 | 1991 | 2001 | 2011 | 2021 |
| -------------- | ---- | ---- | ---- | ---- | ---- | ---- | ---- | ---- | ---- | ---- | ---- | ---- | ---- | ---- | ---- |
| Počet obyvatel | 268  | 349  | 303  | 265  | 323  | 335  | 281  | 238  | 243  | 215  | 212  | 172  | 155  | 156  | 151  |
| Počet domů     | 50   | 54   | 54   | 52   | 52   | 55   | 61   | 61   | 78   | 60   | 54   | 55   | 58   | 60   | 62   |

## Obecní správa

### Územní příslušnost
- v roce 1850 patřila obec Spůle do okresu Domažlice[7]
- k 1. lednu 1948 patřila obec Spůle a osada Plešiny do správního okresu Domažlice, soudní okres Kdyně, poštovní úřad Janovice nad Úhlavou (osada Plešiny patřila k poštovnímu úřadu Bezděkov), stanice sboru národní bezpečnosti Pocinovice, železniční stanice a nákladiště Janovice nad Úhlavou. Státní statistický úřad v Praze uvádí, že v obci Spůle bylo k 22. květnu 1947 sečteno 292 přítomných obyvatel.[8]
- k 1. únoru 1949 patřila obec Spůle a osada Plešiny o celkové výměře 259 ha do okresu Klatovy, kraj Plzeňský[9][10]
- k 1. lednu 1950 patřila obec Spůle k matričnímu úřadu při Místním národním výboru v Janovicích nad Úhlavou[11]
- k 1. červenci 1952 měla obec Spůle tyto části : 1. Plešiny, 2. Spůle[12]
- k 1. červenci 1960 patřila obec Spůle do okresu Klatovy, kraj Západočeský, pod správu Místního národního výboru v Janovicích na Úhlavou[13][14]
- k 1. červenci 1975 je osada Spůle částí města Janovice nad Úhlavou, okres Klatovy, kraj Západočeský[7]

V letech 1850–1975 k obci patřily Plešiny.

## Doprava
Podél východního okraje vesnice vedou železniční tratě Plzeň – Železná Ruda-Alžbětín a Horažďovice předměstí – Domažlice, na kterých se nachází stanice Janovice nad Úhlavou.